# Andrzej Bargiel
Andrzej Bargiel est un alpiniste, skieur et athlète polonais, né le 18 avril 1988. Il a notamment effectué la première descente à skis du K2.

## Biographie
Andrzej Leszek Bargiel est né le 18 avril 1988 à Łętownia, en Pologne. Neuvième enfant d'une famille en comportant onze, Andrzej déborde d'énergie durant son enfance. Il la dépense en courant après un ballon, grimpant aux arbres, ou encore en nageant. Au lycée, il lui est devenu évident que le seul moyen de dompter son énergie était un entraînement sportif régulier. Il commence alors à monter à cheval et à faire du VTT. Après quelques petits succès, son vélo tombe en lambeaux. N'ayant pas le budget nécessaire pour acheter un nouveau vélo, il décide de dédier son énergie à la pratique du ski.
Depuis, il est trois fois champion de Pologne de ski alpinisme et a occupé la troisième place au classement général de la Coupe du monde. Il est l'actuel détenteur du record du temps le plus court pour obtenir le Prix Léopard des Neiges. Il est également le détenteur actuel du record de temps de la course de l'Elbrus. 

### Le projet Hic Sunt Leones
Depuis 2013, il mène son projet original HIC SUNT LEONES ("voici les lions" en latin), dont l'objectif est de réaliser des ascensions et des descentes à ski rapides et sans oxygène depuis les plus hauts sommets de la planète. 
L'expédition d'ouverture de ce projet a été le Shishapangma Ski Challenge 2013 - la première expédition polonaise à ski dans l'Himalaya. Son objectif principal était l'ascension rapide du sommet du Shishapangma, puis d'effectuer sa descente à ski. Andrzej devient alors le premier Polonais réussissant à atteindre le sommet du Shishapangma et à le descendre à ski, de son sommet à son pied. 
En 2014, il établit le record de temps pour atteindre le sommet du Manaslu, et devient par la suite le deuxième homme de l'histoire à descendre du sommet en ski jusqu'au camp de base. 
En 2015, après avoir réussi son ascension, il devient le premier homme au monde à effectuer la descente à ski du sommet du Broad Peak.
En 2016, il se lance dans une expédition pour conquérir les cinq plus hauts sommets de la zone de l'ancienne Union soviétique. Cet accomplissement, dont il bat le record de vitesse, lui a valu la prestigieuse récompense d'alpinisme, le Prix Léopard des Neiges.
Le 22 juillet 2018, après avoir fait l'ascension du K2, il descend à skis du sommet au camp de base, il devient alors la première personne à effectuer l’intégralité de cette descente à ski.

## Accomplissements
- 2009, 8e au Championnat d'Europe de course de relais de ski-alpinisme (avec Szymon Zachwieja, Jacek Żebracki et Mariusz Wargocki)
- 2010 :
  - 9e à la compétition de la Pierra Menta (avec Peter Svätojánsky)
  - 10e (classement "ISMF hommes"), Patrouille des Glaciers avec Jacek Żylka-Żebracki et Mariusz Wargocki[3].
  - 1er - record sur la course de l'Elbrus (itinéraire extrême, 3:23:37)
- 2013, 2 octobre - il est le premier Polonais à avoir effectué une descente à ski du Shishapangma (sommet central).
- 2014, 25 septembre - il a établi un temps record en montant du camp de base au sommet du Manaslu en 14 heures et 5 minutes. Il a également établi un temps record base -sommet - base en 21 heures 14 minutes (à ski).
- 2015, 25 juillet - il a été la première personne à escalader et à descendre le Broad Peak à ski.
- 2016 : Remise du Prix Léopard des Neiges grâce à un temps record - 29 jours 17 heures 5 minutes depuis le début du camp de base avancé du Pic Lénine le 15 juillet.
  - Pic Lénine - 16 juillet (ascension du camp de base avancé à la hauteur de 4400 mètres jusqu'au sommet en 13 heures 30 minutes et sortie du sommet à skis vers le camp de base avancé en 2 heures).
  - Pic Korjenevskoï - 25 juillet (ascension du camp de base de Moskvina à 4350 mètres d'altitude jusqu'au sommet en 8 heures 40 minutes ; sortie du sommet à skis pour la ligne de neige et la descente au camp de base).
  - Pic Ismail Samani - 2 août (ascension camp de base de Moskvina à 4350 mètres d'altitude jusqu'au sommet en 14 heures 25 minutes ; départ du sommet à skis pour la partie enneigée et descente au camp de base).
  - Khan Tengri - 10 août (ascension du camp de base de l'Inylchek Sud à une altitude de 4070 mètres jusqu'au sommet en 8 heures 17 minutes ; descente à skis d'une altitude d'environ 6300 m).
  - Jengish Chokusu - 14 août, 12 h 35 heure locale, descente à ski.
- 2017, 21 mai - Ski du couloir Mallory de la face nord de l'Aiguille du Midi.
- 2018, 22 juillet - Premier homme de l'histoire à skier du sommet du K2 au camp de base sans enlever les skis [2],[4],[5],[6],[7]
- 2019, 30 septembre - en raison de problèmes de sécurité, il a arrêté l'expédition Everest Ski Challenge, durant laquelle il comptait skier l'Everest depuis son sommet[8].

## Prix
En février 2019, Andrzej Bargiel a été nommé aventurier de l'année par le magazine National Geographic,,.